# Morborne
Morborne – wieś w Anglii, w hrabstwie Cambridgeshire, w dystrykcie Huntingdonshire. Leży 45 km na północny zachód od miasta Cambridge i 111 km na północ od Londynu.